# Alfons Luczny
Alfons Luczny (* 4. Juni 1894 in Katscher; † 12. August 1985 in Einbeck) war ein deutscher Generalleutnant der Luftwaffe im Zweiten Weltkrieg.

## Leben

### Frühe Jahre und Erster Weltkrieg
Luczny trat am 12. September 1913 als Fahnenjunker in das Feldartillerie-Regiment „von Clausewitz“ (1. Oberschlesisches) Nr. 21 der Preußischen Armee in Neiße ein. Am 19. Juni 1914 erfolgte seine Beförderung zum Fähnrich sowie am 6. August 1914 zum Leutnant. Nach Beginn des Ersten Weltkrieges kämpfte Luczny als Batterieführer an der Westfront zunächst bei Neufchâteau, später an der Maas sowie an der Marne. Im September ging das Regiment dann in den Stellungskrieg über. Am 14. März 1915 wurde Luczny in das 4. Oberschlesische Infanterie-Regiment Nr. 63 versetzt, wo er bis Anfang Januar 1917 als Zug- und Bataillonsführer fungierte. Luczny kehrte dann am 10. Januar 1917 zu seinem Stammregiment zurück, in dem er über das Kriegsende hinaus als Batterieoffizier und -führer eingesetzt und zwischenzeitlich am 18. April 1918 zum Oberleutnant befördert worden war.

### Zwischenkriegsjahre
Nach dem Krieg und der Rückkehr in die Garnison wurde sein Regiment zunächst demobilisiert und am 1. September 1919 aufgelöst. Luczny schloss sich daraufhin dem Freiwilligen Feldartillerie-Regiment 21 an, mit dem er beim Grenzschutz Ost in Schlesien zum Einsatz kam. Am 31. Dezember 1920 schied Luczny unter Verleihung des Charakters als Hauptmann aus dem Militärdienst aus und trat zur Polizei über. In diese war Luczny bereits am 30. November 1920, unter Beurlaubung seines bisherigen Dienstverhältnisses, beigetreten. Dort wurde er am 30. November 1920 zum Polizei-Oberleutnant ernannt und bis Juli 1923 der Abstimmungspolizei von Oberschlesien zugeteilt. Während seiner dortigen Dienstzeit wurde Luczny am 1. Februar 1921 zum Polizei-Hauptmann befördert. Vom 9. Juli 1923 bis Ende Mai 1935 arbeitete Luczny bei der Schutzpolizei in Oppeln, wo er am 6. November 1933 zum Polizei-Major befördert wurde. 
Zum 1. Juni 1935 trat Luczny, unter gleichzeitiger Ernennung zum Major, zur Luftwaffe über, wo er bis Ende September 1935 als Offizier zur besonderen Verwendung im Reichsluftfahrtministerium eingesetzt war. Hier wurde er der Flak-Waffe zugeteilt. Am 1. Oktober 1935 kam er als Batterie-Offizier in das Flak-Regiment 1, zu dessen Kommandeur der I. Abteilung er am 1. Oktober 1936 ernannt wurde. In dieser Funktion blieb Luczny bis Ende Juni 1938, in dessen Verlauf er bereits am 1. März 1937 zum Oberstleutnant befördert wurde.

### Zweiter Weltkrieg
Zum 1. Juli 1938 wurde Luczny zum Kommandeur des Flak-Regiments 13 in Leipzig ernannt. Dem Regiment oblag der Flakschutz im Großraum Leipzig-Halle. Am 29. Oktober 1939 schied Luczny, der am 1. März 1939 zum Oberst befördert worden war, aus diesem Regiment aus und wurde am Folgetag, dem 30. Oktober 1939 zum Kommandeur des Flak-Regiments 33 ernannt. Diesem Regiment unterlag unter Lucznys Kommando der Flakschutz von Halle (Saale)-Leuna. Am 9. Mai 1940 schied Luczny aus diesem Regiment aus und wurde am 10. Mai 1940 zum Kommandeur des Flak-Regiments 3 ernannt. Das Flakregiment übernahm den Flakschutz des Raumes Weimar. Allerdings kommandierte Luczny dieses Regiment nur bis zum 10. Juni 1940. 
Am 11. Juni 1940 übernahm er bis 28. Juli 1940 die Geschicke des Flak-Regiments 6 mit Flakschutzaufgaben im Großraum Hamburg. Am 29. Juli 1940 wurde er zum Kommandeur der Flak-Scheinwerfer-Brigade I ernannt, die er bis Ende Januar 1942 kommandierte. Andere Quellen benennen hierfür allerdings den 10. August 1941.
Am 1. Februar 1942 zum Generalmajor befördert, wurde Luczny zum General der Luftwaffe Kanalinseln, vormals 11. Flak-Brigade ernannt, dessen Funktion er bis Ende September 1943 innehielt. Andere Quellen benennen sein Dienstende als General der Kanalinseln mit Anfang September 1943. Zum 1. Oktober 1943 wurde Luczny zum Kommandeur der 2. Flak-Division ernannt, der der Flakschutz des Großraums Leipzig-Halle-Zeitz oblag. Hier wurde er am 1. Februar 1944 zum Generalleutnant befördert und am 9. Juni 1944 mit dem Ritterkreuz des Eisernen Kreuzes ausgezeichnet, nachdem er bereits am 29. März 1944 das Deutsche Kreuz in Gold erhalten hatte. Mitte November 1944 schied Luczny aus seiner Kommandeursstellung aus und trat in die Führerreserve über. Am 30. Dezember 1944 wurde er zum Chef des Reisestabes beim Chef des Wehrmacht-Kraftfahrwesens im Oberkommando der Wehrmacht ernannt, dessen Leitung er bis Kriegsende innehielt.
Am 8. Mai 1945 geriet Luczny in US-amerikanische Kriegsgefangenschaft und wurde von dort am 25. Dezember 1945 an die Sowjetunion überstellt. Am 9. Oktober 1955 wurde er aus dem Kriegsgefangenenlager 5110/48 Woikowo entlassen.